# Moelleux du Revard
Pour les articles homonymes, voir Moelleux.
Le Moelleux du Revard est un fromage français fabriqué dans les environs du mont Revard sur les hauteurs d'Aix-les-Bains, dans le département de la Savoie.

## Description
C'est un fromage au lait cru de vache, à croûte lavée et à pâte molle. Sa particularité est d'être sanglé dans de l'épicéa.
Son affinage dure au minimum cinq semaines. Il se présente sous la forme d'un disque, de 22 cm de diamètre et 8 cm d'épaisseur. Il pèse environ 1,5 kg.